# Чхомсонде
Чхомсонде — астрономічна обсерваторія в Кьонджу, Південна Корея. Чхомсонде в перекладі з корейської мови означає вежа для спостереження за зірками. Є однією з найстаріших збережених обсерваторій в Східній Азії, і одною з найстаріших наукових споруд на Землі. Датується VII століттям (епоха держави Об'єднана Сілла, чиєю столицею був Кьонджу). 20 грудня 1962 року Чхомсонде була включена в список Національних скарбів країни під номером 31.

## Огляд
Згідно Самгук Юса, Чхомсонде була побудована під час правління королеви Сондок (632—647) недалеко від столиці держави. Вежа була побудована з 362 шматків граніту, що уособлюють 362 дні місячного року. Деякі дослідження, однак, говорять про те, що кількість шматків 366. Має кладку в 27 рівнів, 12 з яких знаходяться нижче оглядового вікна, і 12 — вище. Число 12 символізує кількість місяців в році.
Квадратні й круглі форми символізують, відповідно, землю і небо. Площа верхівки вежі дорівнює половині площі її основи.
Висота вежі — 9,4 метра, ширина в основі — 5,7 метра. Архітектурний стиль схожий з архітектурою храму Пунхванса в Кьонджу, швидше за все на нього вплинуло сусідство з Танським Китаєм.